# Mistrovství světa ve fotbale 2014 – skupina F
Skupina F Mistrovství světa ve fotbale 2014 byla jednou z osmi základních skupin tohoto šampionátu. Nalosovány do ní byly celky Argentiny, Bosny a Hercegoviny, Íránu a Nigérie.

## Týmy
| Pozice při losu (nasazení) | Tým                 | Kvalifikován jako             | Datum zajištění účasti | Pořadí účasti na MS | Poslední účast | Nejlepší umístění                   | Žebříček FIFA | Žebříček FIFA |
| Pozice při losu (nasazení) | Tým                 | Kvalifikován jako             | Datum zajištění účasti | Pořadí účasti na MS | Poslední účast | Nejlepší umístění                   | Říjen 2013    | Červen 2014   |
| -------------------------- | ------------------- | ----------------------------- | ---------------------- | ------------------- | -------------- | ----------------------------------- | ------------- | ------------- |
| F1                         | Argentina           | 1. místo CONMEBOL             | 10. září 2013          | 16.                 | 2010           | Vítězové (1978, 1986)               | 3.            | 5.            |
| F2                         | Bosna a Hercegovina | vítěz skupiny G UEFA          | 15. října 2013         | 1.                  | —              | —                                   | 16.           | 21.           |
| F3                         | Írán                | 4. fáze AFC - vítěz skupiny A | 18. června 2013        | 4.                  | 2006           | Základní skupina (1978, 1998, 2006) | 49.           | 43.           |
| F4                         | Nigérie             | vítěz baráže CAF              | 16. listopadu 2013     | 5.                  | 2010           | Osmifinále (1994, 1998)             | 33.           | 44.           |

Poznámka: Žebříček z října 2013 byl použit pro určení nasazení při konečném pořadí losování skupin na Mistrovství světa. Žebříček z června 2014 ukazuje aktuální pořadí mužstva ve světovém žebříčku FIFA.

## Tabulka
| Legenda                                                  |
| -------------------------------------------------------- |
| Vítěz skupiny a druhý v pořadí postupující do osmifinále |

| Tým                 | Z | V | R | P | VG | IG | +/− | B |
| ------------------- | - | - | - | - | -- | -- | --- | - |
| Argentina           | 3 | 3 | 0 | 0 | 6  | 3  | +3  | 9 |
| Nigérie             | 3 | 1 | 1 | 1 | 3  | 3  | 0   | 4 |
| Bosna a Hercegovina | 3 | 1 | 0 | 2 | 4  | 4  | 0   | 3 |
| Írán                | 3 | 0 | 1 | 2 | 1  | 4  | −3  | 1 |

Všechny časy zápasů jsou v SELČ.

## Zápasy

### Argentina vs Bosna a Hercegovina
Obě mužstva se spolu utkala v předchozích dvou zápasech a oba tyto zápasy byly přátelské. Naposledy se spolu střetly v roce 2013, kde Argentina zásluhou branek Sergia Agüera vyhrála 2:0.
| 15. června 2014 24:00        |        |                     |                                                                           |
| Argentina                    | 2 : 1  | Bosna a Hercegovina | Estádio do Maracanã, Rio de Janeiro diváci: 74 738 rozhodčí: Joel Aguilar |
| Kolašinac 3' (vl.) Messi 65' | Zpráva | Ibišević 85'        | Estádio do Maracanã, Rio de Janeiro diváci: 74 738 rozhodčí: Joel Aguilar |

| Argentina | Bosna a Hercegovina |

| BR                | 1  | Sergio Romero      |     |     |
| SO                | 3  | Hugo Campagnaro    |     | 46' |
| SO                | 17 | Federico Fernández |     |     |
| SO                | 2  | Ezequiel Garay     |     |     |
| PKO               | 4  | Pablo Zabaleta     |     |     |
| LKO               | 16 | Marcos Rojo        | 25' |     |
| PZ                | 11 | Maxi Rodríguez     |     | 46' |
| SZ                | 14 | Javier Mascherano  |     |     |
| LZ                | 7  | Ángel Di María     |     |     |
| SÚ                | 10 | Lionel Messi (c)   |     |     |
| SÚ                | 20 | Sergio Agüero      |     | 87' |
| Nahrazující:      |    |                    |     |     |
| ÚT                | 9  | Gonzalo Higuaín    |     | 46' |
| ZÁ                | 5  | Fernando Gago      |     | 46' |
| ZÁ                | 6  | Lucas Biglia       |     | 87' |
| Trenér:           |    |                    |     |     |
| Alejandro Sabella |    |                    |     |     |

| BR           | 1  | Asmir Begović      |     |     |
| PO           | 13 | Mensur Mujdža      |     | 69' |
| SO           | 3  | Ermin Bičakčić     |     |     |
| SO           | 4  | Emir Spahić (c)    | 63' |     |
| LO           | 5  | Sead Kolašinac     |     |     |
| DZ           | 7  | Muhamed Bešić      |     |     |
| DZ           | 20 | Izet Hajrović      |     | 71' |
| PK           | 8  | Miralem Pjanić     |     |     |
| ÚZ           | 10 | Zvjezdan Misimović |     | 74' |
| LK           | 16 | Senad Lulić        |     |     |
| SÚ           | 11 | Edin Džeko         |     |     |
| Nahrazující: |    |                    |     |     |
| ÚT           | 9  | Vedad Ibišević     |     | 69' |
| ZÁ           | 19 | Edin Višća         |     | 71' |
| ZÁ           | 18 | Haris Medunjanin   |     | 74' |
| Trenér:      |    |                    |     |     |
| Safet Sušić  |    |                    |     |     |

| Muž zápasu: Lionel Messi Asistenti rozhodčího: William Torres Juan Zumba Čtvrtý rozhodčí: Djamel Haimoudi Pátý rozhodčí: Abdelhalk Etchiali |

### Írán vs Nigérie
Oba týmy se spolu střetly pouze v jednom zápase a to v přátelském utkání v roce 1998, kde zápas ve prospěch Nigérie rozhodl jedním gólem Ahmed Garba.
| 16. června 2014 21:00 |        |         |                                                                 |
| Írán                  | 0 : 0  | Nigérie | Arena da Baixada, Curitiba diváci: 39 081 rozhodčí: Carlos Vera |
|                       | Zpráva |         | Arena da Baixada, Curitiba diváci: 39 081 rozhodčí: Carlos Vera |

| Írán | Nigérie |

| BR             | 12 | Alírezá Haghíghí    |     |     |
| PO             | 4  | Džalál Hosejní      |     |     |
| SO             | 5  | Amír Hosejn Sadeghí |     |     |
| SO             | 15 | Pažmán Montazerí    |     |     |
| LO             | 23 | Mehrdád Púládí      |     |     |
| SZ             | 2  | Chosrou Hajdárí     |     | 89' |
| SZ             | 14 | Andranik Tejmurijan | 75' |     |
| ÚZ             | 6  | Džavád Nekúnam (c)  |     |     |
| PÚ             | 21 | Aškan Dadžagá       |     | 73' |
| SÚ             | 16 | Rezá Ghúčanedžhád   |     |     |
| LÚ             | 3  | Ehsán Hadžsáfí      |     |     |
| Nahrazující:   |    |                     |     |     |
| ÚT             | 9  | Alírezá Džahánbachš |     | 73' |
| ZÁ             | 7  | Masúd Šodžáí        |     | 89' |
| Trenér:        |    |                     |     |     |
| Carlos Queiroz |    |                     |     |     |

| BR            | 1  | Vincent Enyeama (c) |  |     |
| PO            | 5  | Efe Ambrose         |  |     |
| SO            | 13 | Juwon Oshaniwa      |  |     |
| SO            | 14 | Godfrey Oboabona    |  | 29' |
| LO            | 22 | Kenneth Omeruo      |  |     |
| SZ            | 17 | Ogenyi Onazi        |  |     |
| SZ            | 15 | Ramon Azeez         |  | 69' |
| SZ            | 10 | John Obi Mikel      |  |     |
| PK            | 11 | Victor Moses        |  | 52' |
| LK            | 7  | Ahmed Musa          |  |     |
| SÚ            | 9  | Emmanuel Emenike    |  |     |
| Nahrazující:  |    |                     |  |     |
| OB            | 2  | Joseph Yobo         |  | 29' |
| ÚT            | 23 | Shola Ameobi        |  | 52' |
| ÚT            | 8  | Peter Odemwingie    |  | 69' |
| Trenér:       |    |                     |  |     |
| Stephen Keshi |    |                     |  |     |

| Muž zápasu: John Obi Mikel Asistenti rozhodčího: Christian Lescano Byron Romero Čtvrtý rozhodčí: Wilmar Roldán Pátý rozhodčí: Humberto Clavijo |

### Argentina vs Írán
Oba týmy se spolu utkaly pouze v jednom utkání a to v přátelském utkání v roce 1977, kde zápas po penaltovém rozstřelu vyhrála Argentina 4:1.
| 21. června 2014 18:00 |        |      |                                                                         |
| Argentina             | 1 : 0  | Írán | Estádio Mineirão, Belo Horizonte diváci: 57 698 rozhodčí: Milorad Mažić |
| Messi 90+1'           | Zpráva |      | Estádio Mineirão, Belo Horizonte diváci: 57 698 rozhodčí: Milorad Mažić |

| Argentina | Írán |

| BR                | 1  | Sergio Romero      |  |       |
| PO                | 4  | Pablo Zabaleta     |  |       |
| SO                | 17 | Federico Fernández |  |       |
| SO                | 2  | Ezequiel Garay     |  |       |
| LO                | 16 | Marcos Rojo        |  |       |
| SZ                | 5  | Fernando Gago      |  |       |
| SZ                | 14 | Javier Mascherano  |  |       |
| SZ                | 7  | Ángel Di María     |  | 90+4' |
| PÚ                | 10 | Lionel Messi (c)   |  |       |
| SÚ                | 9  | Gonzalo Higuaín    |  | 76'   |
| LÚ                | 20 | Sergio Agüero      |  | 76'   |
| Nahrazující:      |    |                    |  |       |
| ÚT                | 18 | Rodrigo Palacio    |  | 76'   |
| ÚT                | 22 | Ezequiel Lavezzi   |  | 76'   |
| ZÁ                | 6  | Lucas Biglia       |  | 90+4' |
| Trenér:           |    |                    |  |       |
| Alejandro Sabella |    |                    |  |       |

| BR             | 12 | Alírezá Haghíghí    |     |     |
| PO             | 4  | Džalál Hosejní      |     |     |
| SO             | 5  | Amír Hosejn Sadeghí |     |     |
| SO             | 15 | Pažmán Montazerí    |     |     |
| LO             | 23 | Mehrdád Púládí      |     |     |
| DZ             | 14 | Andranik Tejmurijan |     |     |
| DZ             | 6  | Džavád Nekúnam (c)  | 53' |     |
| PZ             | 21 | Aškan Dadžagá       |     | 85' |
| SZ             | 7  | Masúd Šodžáí        | 73' | 76' |
| LZ             | 3  | Ehsán Hadžsáfí      |     | 88' |
| SÚ             | 16 | Rezá Ghúčanedžhád   |     |     |
| Nahrazující:   |    |                     |     |     |
| OB             | 2  | Chosrou Hajdárí     |     | 76' |
| ZÁ             | 9  | Alírezá Džahánbachš |     | 85' |
| ZÁ             | 8  | Rezá Haghíghí       |     | 88' |
| Trenér:        |    |                     |     |     |
| Carlos Queiroz |    |                     |     |     |

| Muž zápasu: Lionel Messi Asistenti rozhodčího: Milovan Ristić Dalibor Đurđević Čtvrtý rozhodčí: Norbert Hauata Pátý rozhodčí: Aden Range |

### Nigérie vs Bosna a Hercegovina
Oba týmy se ještě nikdy předtím spolu nestřetly.
| 21. června 2014 24:00 |        |                     |                                                               |
| Nigérie               | 1 : 0  | Bosna a Hercegovina | Arena Pantanal, Cuiabá diváci: 40 499 rozhodčí: Peter O'Leary |
| Odemwingie 29'        | Zpráva |                     | Arena Pantanal, Cuiabá diváci: 40 499 rozhodčí: Peter O'Leary |

| Nigérie | Bosna a Hercegovina |

|               |    |                  |     |     |
|               |    |                  |     |     |
| BR            | 1  | Vincent Enyeama  |     |     |
| PO            | 5  | Efe Ambrose      |     |     |
| SO            | 2  | Joseph Yobo (c)  |     |     |
| SO            | 13 | Juwon Oshaniwa   |     |     |
| LO            | 22 | Kenneth Omeruo   |     |     |
| SZ            | 17 | Ogenyi Onazi     |     |     |
| SZ            | 10 | John Obi Mikel   | 81' |     |
| PK            | 7  | Ahmed Musa       |     | 65' |
| ÚZ            | 8  | Peter Odemwingie |     |     |
| LK            | 18 | Michel Babatunde |     | 75' |
| SÚ            | 9  | Emmanuel Emenike |     |     |
| Nahrazující:  |    |                  |     |     |
| ÚT            | 23 | Shola Ameobi     |     | 65' |
| ZÁ            | 3  | Ejike Uzoenyi    |     | 75' |
|               |    |                  |     |     |
| Trenér:       |    |                  |     |     |
| Stephen Keshi |    |                  |     |     |

|              |    |                    |    |     |
|              |    |                    |    |     |
| BR           | 1  | Asmir Begović      |    |     |
| PO           | 13 | Mensur Mujdža      |    |     |
| SO           | 15 | Toni Šunjić        |    |     |
| SO           | 4  | Emir Spahić (c)    |    |     |
| LO           | 18 | Haris Medunjanin   | 6' | 64' |
| DZ           | 8  | Miralem Pjanić     |    |     |
| DZ           | 7  | Muhamed Bešić      |    |     |
| PK           | 20 | Izet Hajrović      |    | 57' |
| ÚZ           | 10 | Zvjezdan Misimović |    |     |
| LK           | 16 | Senad Lulić        |    | 58' |
| SÚ           | 11 | Edin Džeko         |    |     |
| Nahrazující: |    |                    |    |     |
| ÚT           | 9  | Vedad Ibišević     |    | 57' |
| ZÁ           | 23 | Sejad Salihović    |    | 58' |
| ZÁ           | 14 | Tino-Sven Sušić    |    | 64' |
| Trenér:      |    |                    |    |     |
| Safet Sušić  |    |                    |    |     |

| Muž zápasu: Peter Odemwingie Asistenti rozhodčího: Jan Hintz Mark Rule Čtvrtý rozhodčí: Roberto Moreno Pátý rozhodčí: Eric Boria |

### Nigérie vs Argentina
Obě mužstva se spolu utkala v předchozích šesti zápasech, včetně tří základních skupin Mistrovství světa, když ve všech byla úspěšnější Argentina (1994: 2:1; 2002: 1:0; 2010: 1:0). Jejich poslední střetnutí se uskutečnilo v roce 2011, kde šlo o přátelské utkání, které Argentina zvládla 3:1.
| 25. června 2014 18:00 |        |                          |                                                                         |
| Nigérie               | 2 : 3  | Argentina                | Estádio Beira-Rio, Porto Alegre diváci: 43 285 rozhodčí: Nicola Rizzoli |
| Musa 4', 47'          | Zpráva | Messi 3', 45+1' Rojo 50' | Estádio Beira-Rio, Porto Alegre diváci: 43 285 rozhodčí: Nicola Rizzoli |

| Nigérie | Argentina |

| BR            | 1  | Vincent Enyeama  |     |     |
| PO            | 5  | Efe Ambrose      |     |     |
| SO            | 2  | Joseph Yobo (c)  |     |     |
| SO            | 13 | Juwon Oshaniwa   | 51' |     |
| LO            | 22 | Kenneth Omeruo   | 49' |     |
| SZ            | 17 | Ogenyi Onazi     |     |     |
| SZ            | 10 | John Obi Mikel   |     |     |
| PK            | 7  | Ahmed Musa       |     |     |
| LK            | 18 | Michel Babatunde |     | 66' |
| DÚ            | 8  | Peter Odemwingie |     | 80' |
| SÚ            | 9  | Emmanuel Emenike |     |     |
| Nahrazující:  |    |                  |     |     |
| ÚT            | 20 | Michael Uchebo   |     | 66' |
| ÚT            | 19 | Uche Nwofor      |     | 80' |
| Trenér:       |    |                  |     |     |
| Stephen Keshi |    |                  |     |     |

| BR                | 1  | Sergio Romero      |  |     |
| PO                | 4  | Pablo Zabaleta     |  |     |
| SO                | 17 | Federico Fernández |  |     |
| SO                | 2  | Ezequiel Garay     |  |     |
| LO                | 16 | Marcos Rojo        |  |     |
| PZ                | 5  | Fernando Gago      |  |     |
| SZ                | 14 | Javier Mascherano  |  |     |
| LZ                | 7  | Ángel Di María     |  |     |
| ÚZ                | 10 | Lionel Messi (c)   |  | 63' |
| SÚ                | 9  | Gonzalo Higuaín    |  | 90' |
| SÚ                | 20 | Sergio Agüero      |  | 38' |
| Nahrazující:      |    |                    |  |     |
| ÚT                | 22 | Ezequiel Lavezzi   |  | 38' |
| ZÁ                | 19 | Ricardo Álvarez    |  | 63' |
| ZÁ                | 6  | Lucas Biglia       |  | 90' |
| Trenér:           |    |                    |  |     |
| Alejandro Sabella |    |                    |  |     |

| Muž zápasu: Lionel Messi Asistenti rozhodčího: Renato Faverani Andrea Stefani Čtvrtý rozhodčí: Svein Oddvar Moen Pátý rozhodčí: Kim Haglund |

### Bosna a Hercegovina vs Írán
Oba týmy se spolu střetly v pěti zápasech a ve všech případech to byla přátelská utkání. Naposledy se spolu utkaly v roce 2009, kdy zápas skončil výhrou Íránu 3:2.
| 25. června 2014 18:00              |        |                    |                                                                             |
| Bosna a Hercegovina                | 3 : 1  | Írán               | Arena Fonte Nova, Salvador diváci: 48 011 rozhodčí: Carlos Velasco Carballo |
| Džeko 23' Pjanić 59' Vršajević 83' | Zpráva | Ghoochannejhad 82' | Arena Fonte Nova, Salvador diváci: 48 011 rozhodčí: Carlos Velasco Carballo |

| Bosna a Hercegovina | Írán |

|              |    |                  |     |     |
|              |    |                  |     |     |
| BR           | 1  | Asmir Begović    |     |     |
| PO           | 2  | Avdija Vršajević |     |     |
| SO           | 15 | Toni Šunjić      |     |     |
| SO           | 4  | Emir Spahić (c)  |     |     |
| LO           | 5  | Sead Kolašinac   |     |     |
| SZ           | 8  | Miralem Pjanić   |     |     |
| SZ           | 7  | Muhamed Bešić    | 78' |     |
| PK           | 21 | Anel Hadžić      |     | 61' |
| LK           | 14 | Tino-Sven Sušić  |     | 79' |
| SÚ           | 11 | Edin Džeko       |     | 85' |
| SÚ           | 9  | Vedad Ibišević   |     |     |
| Nahrazující: |    |                  |     |     |
| OB           | 6  | Ognjen Vranješ   |     | 61' |
| ZÁ           | 23 | Sejad Salihović  |     | 79' |
| ÚT           | 19 | Edin Višća       |     | 85' |
| Trenér:      |    |                  |     |     |
| Safet Sušić  |    |                  |     |     |

|                |    |                     |     |     |
|                |    |                     |     |     |
| BR             | 12 | Alírezá Haghíghí    |     |     |
| PO             | 4  | Džalál Hosejní      |     |     |
| SO             | 5  | Amír Hosejn Sadeghí |     |     |
| SO             | 15 | Pažmán Montazerí    |     |     |
| LO             | 23 | Mehrdád Púládí      |     |     |
| SZ             | 6  | Džavád Nekúnam (c)  |     |     |
| SZ             | 14 | Andranik Tejmurijan |     |     |
| PK             | 21 | Aškan Dadžagá       |     | 68' |
| ÚZ             | 7  | Masúd Šodžáí        |     | 46' |
| LK             | 3  | Ehsán Hadžsáfí      |     | 63' |
| SÚ             | 16 | Rezá Ghúčanedžhád   |     |     |
| Nahrazující:   |    |                     |     |     |
| ZÁ             | 2  | Chosrou Hajdárí     |     | 46' |
| ÚT             | 9  | Alírezá Džahánbachš |     | 63' |
| ÚT             | 10 | Karím Ansárífárd    | 88' | 68' |
| Trenér:        |    |                     |     |     |
| Carlos Queiroz |    |                     |     |     |

| Muž zápasu: Edin Džeko Asistenti rozhodčího: Roberto Alonso Juan Carlos Yuste Čtvrtý rozhodčí: Enrique Osses Pátý rozhodčí: Carlos Astroza |